# Субханов, Курбанназар Субханович
Курбанназар Субханович Субханов (1914, Закаспийская область — 1977, Мары) — врач центральной районной больницы Марыйского района Туркменской ССР. Герой Социалистического Труда.

## Биография
Родился в 1914 году в Закаспийской области (Туркестанский край).
Окончил Туркменский медицинский институт в 1940 году. Трудовую деятельность начал заведующим сельским врачебным участком в аулсовете Мюлик Бахши, затем работал врачом-терапевтом центральной районной больницы Марыйского района Марыйской области Туркменской ССР (ныне Марыйский этрап Марыйского велаята Туркмении).
Указом Президиума Верховного Совета СССР от 4 февраля 1969 года присвоено звание Героя Социалистического Труда «за большие заслуги в области охраны здоровья советского народа».
Жил и работал в городе Мары. Умер в 1977 году.

## Награды
- Заслуженный врач Туркменской ССР (1966)
- Орден «Знак Почёта» (17 сентября 1943)
- Медаль «За трудовое отличие» (28 января 1950)